# Euthalia yamuna
Euthalia yamuna är en fjärilsart som beskrevs av Hans Fruhstorfer 1906. Euthalia yamuna ingår i släktet Euthalia och familjen praktfjärilar. Inga underarter finns listade i Catalogue of Life.